# Cúp quốc gia Scotland 1907–08
 Cúp quốc gia Scotland 1907–08 là mùa giải thứ 35 của giải đấu bóng đá loại trực tiếp uy tín nhất Scotland. Chức vô địch thuộc về Celtic khi đánh bại St Mirren 5-1.

## Lịch thi đấu
| Vòng      | Ngày thi đấu đầu tiên  | Số trận đấu | Số đội tham gia |
| --------- | ---------------------- | ----------- | --------------- |
| Vòng Một  | 25 tháng 1 năm 1908    | 16          | 32 → 16         |
| Vòng Hai  | 8 tháng 2 năm 1908     | 8           | 16 → 80         |
| Tứ kết    | 22 tháng 2 năm 1908    | 4           | 8 → 4           |
| Bán kết   | 21/28 tháng 3 năm 1908 | 2           | 4 → 2           |
| Chung kết | 18 tháng 4 năm 1908    | 1           | 2 → 1           |

## Vòng Một
| Đội nhà               | Tỉ số | Đội khách           |
| --------------------- | ----- | ------------------- |
| Aberdeen              | 5 – 3 | Albion Rovers       |
| Airdrieonians         | 0 – 1 | Dundee              |
| Celtic                | 4 – 0 | Peebles Rovers      |
| Dumfries              | 0 – 4 | Motherwell          |
| Dunblane              | 8 – 3 | Elgin City          |
| Falkirk               | 2 – 2 | Rangers             |
| Galston               | 6 – 0 | Uphall              |
| Heart of Midlothian   | 4 – 1 | St Johnstone        |
| Hibernian             | 5 – 0 | Abercorn            |
| Kilmarnock            | 2 – 1 | Hamilton Academical |
| Morton                | 7 – 0 | Vale of Atholl      |
| Partick Thistle       | 4 – 0 | Bo'ness             |
| Port Glasgow Athletic | 7 – 2 | Ayr Parkhouse       |
| Raith Rovers          | 2 – 0 | Inverness Thistle   |
| St Bernard's          | 1 – 1 | Queen's Park        |
| St Mirren             | 3 – 1 | Third Lanark        |

### Đá lại
| Đội nhà      | Tỉ số | Đội khách    |
| ------------ | ----- | ------------ |
| Queen's Park | 1 – 1 | St Bernard's |
| Rangers      | 4 – 1 | Falkirk      |

### Đá lại lần 2
| Đội nhà      | Tỉ số | Đội khách    |
| ------------ | ----- | ------------ |
| Queen's Park | 1 – 0 | St Bernard's |

Trận đấu diễn ra ngày at Cathkin Park

## Vòng Hai
| Đội nhà             | Tỉ số | Đội khách             |
| ------------------- | ----- | --------------------- |
| Aberdeen            | 0 – 0 | Dundee                |
| Heart of Midlothian | 4 – 0 | Port Glasgow Athletic |
| Hibernian           | 3 – 0 | Morton                |
| Kilmarnock          | 3 – 0 | Dunblane              |
| Motherwell          | 2 – 2 | St Mirren             |
| Partick Thistle     | 1 – 1 | Raith Rovers          |
| Queen's Park        | 6 – 2 | Galston               |
| Rangers             | 1 – 2 | Celtic                |

### Đá lại
| Đội nhà      | Tỉ số | Đội khách       |
| ------------ | ----- | --------------- |
| Dundee       | 2 – 2 | Aberdeen        |
| Raith Rovers | 2 – 1 | Partick Thistle |
| St Mirren    | 2 – 0 | Motherwell      |

### Đá lại lần 2
| Đội nhà  | Tỉ số | Đội khách |
| -------- | ----- | --------- |
| Aberdeen | 3 – 1 | Dundee    |

Trận đấu diễn ra ngày at Hampden Park

## Tứ kết
| Đội nhà      | Tỉ số | Đội khách           |
| ------------ | ----- | ------------------- |
| Aberdeen     | 3 – 1 | Queen's Park        |
| Hibernian    | 0 – 1 | Kilmarnock          |
| Raith Rovers | 0 – 3 | Celtic              |
| St Mirren    | 3 – 1 | Heart of Midlothian |

## Bán kết
| Aberdeen | 0 – 1 | Celtic |
| -------- | ----- | ------ |
|          |       |        |

| Kilmarnock | 0 – 0 | St Mirren |
| ---------- | ----- | --------- |
|            |       |           |

### Đá lại
| St Mirren | 2 – 0 | Kilmarnock |
| --------- | ----- | ---------- |
|           |       |            |

## Chung kết
| Celtic | 5 – 1 | St Mirren |
| ------ | ----- | --------- |
|        |       |           |